# Thomas Hobbes
Thomas Hobbes (/hɒbz/; Westport, cerca de Malmesbury, 5 de abril de 1588-Derbyshire, 4 de diciembre de 1679), en ciertos textos antiguos Thomas Hobbes of Malmesbury, fue un filósofo inglés considerado uno de los fundadores de la filosofía política moderna. Su obra más conocida es el Leviatán (1651), donde sentó las bases de la teoría contractualista, de gran influencia en el desarrollo de la filosofía política occidental. Además del ámbito filosófico, trabajó en otros campos del conocimiento como la historia, la ética, la teología, la geometría o la física.
Además de ser considerado el teórico por excelencia del absolutismo político, en su pensamiento aparecen conceptos que fueron fundamentales del liberalismo, tales como el derecho del individuo, la igualdad natural de las personas, el carácter convencional del Estado (que conllevará a la posterior distinción entre este y sociedad civil), la legitimidad representativa y popular del poder político (al poder ser este revocado de no garantizar la protección de sus subordinados), etc. Su concepción del ser humano como igualmente dependiente de las leyes de la materia y el movimiento (materialismo) sigue gozando de gran influencia, así como la noción de la cooperación humana basada en el interés personal.
En su obra Leviathan, sostiene que todo lo que existe, incluidos los pensamientos, emociones y deseos humanos, puede explicarse en términos de materia física y movimiento mecánico. Para Hobbes, no existe una entidad inmaterial o alma; los seres humanos, al igual que el resto del universo, están compuestos de materia que se mueve y cambia según leyes físicas.

## Biografía
Hobbes fue un personaje controvertido en su época, aunque su pensamiento haya sido después muy influyente; tal vez era demasiado moderno para su época y demasiado conservador para las siguientes; de hecho en 1666 se quemaron sus libros en Inglaterra por haber sido considerado ateo y tras su muerte se volvieron a quemar públicamente. En vida tuvo que batallar sin tregua contra dos grandes enemigos: la Iglesia de Inglaterra y la Universidad de Oxford. 
Su pensamiento se formó en estrecho contacto con los círculos europeos de René Descartes, Pierre Gassendi y Galileo Galilei, no solo desde Inglaterra, a través del cenáculo intelectual reunido por la familia Cavendish, de la que fue preceptor en varias ocasiones, sino directamente por medio de sus largos viajes por Francia, Italia y Alemania. Las guerras civiles entre parlamentarios puritanos y realistas le hicieron refugiarse en París en 1640 y, volvió a su país once años después, su defensa de un poder monárquico fuerte y conservador le valió una pensión del rey Carlos II de Inglaterra.

### Juventud y educación
Thomas Hobbes nació en Westport, ahora parte de Malmesbury (Wiltshire), el 5 de abril de 1588. Fue un bebé prematuro; su nacimiento habría sido suscitado cuando su madre oyó hablar de una inminente invasión de la Gran Armada española, llamada también Invencible. Por eso Hobbes afirmó más tarde, explicando su propio origen: «Mi madre dio a luz gemelos: yo mismo y el miedo».
Hay pocos datos sobre su niñez; se ignora incluso el nombre de su madre. Su padre Thomas era vicario de Charlton y de Westport, pero al verse involucrado en una pelea con el clero local se vio obligado, para evitar males mayores, a abandonar Londres sin su familia, formada por su mujer y sus tres hijos, que quedó al cuidado del tío paterno del filósofo, Francis Hobbes, varios años mayor, ya que este disponía de medios suficientes al ser un rico comerciante sin familia.
Así pues, desde los cuatro años se educó en Westport y luego en Malmesbury, desde donde pasó a la escuela privada de Robert Latimer, un graduado en Oxford. Ante la precocidad intelectual que mostraba el muchacho (a los seis años aprendió latín y griego, y desde los ocho a los catorce trabajó en poner en verso latino la Medea de Eurípides), alrededor de 1603, con solo quince años, marchó al colegio Magdalen Hall de Oxford, precursor del Hertford College, dirigido por el puritano John Wilkinson.
En la universidad de Oxford Hobbes se sintió poco atraído por el aprendizaje escolástico, y prefirió hacer lecturas según su criterio y fuera del programa; por ello estuvo un breve lapso en la marina y no completó el grado de bachiller en Artes hasta 1608; sin embargo, su talento no pasaba desapercibido y fue recomendado como tutor para el hijo de William Cavendish, barón de Hardwick y más tarde conde de Devonshire, también llamado William, por su profesor en el Magdalen, sir James Hussey. Con esto comenzó su larga relación vital con esta familia.
Hobbes se hizo amigo de su pupilo William, y ambos fueron juntos en un grand Tour por Francia, Italia y Alemania en 1608 y 1610. En el continente Hobbes asimiló los métodos científicos y críticos europeos y desde entonces desdeñó el escolasticismo que había aprendido de mala gana en Oxford, aunque en ese momento su interés principal era el estudio y análisis de los clásicos grecolatinos y en especial su gran traducción de la Historia de la guerra del Peloponeso de Tucídides; esta edición apareció el año de la muerte de su alumno y amigo (1628) y fue la primera traducción directa del griego al inglés, trabajo difícil incluso para un experto. También se cree que tres de los discursos incluidos en Horae subsecivae, observations and discurses (1620) son de este periodo.
Aunque se asoció con figuras literarias como el dramaturgo Ben Jonson y trabajó brevemente como amanuense del filósofo empírico y canciller Francis Bacon, introductor del género ensayístico en Inglaterra, no extendió sus esfuerzos a la filosofía hasta después de 1629. Su patrón Cavendish, entonces conde de Devonshire, había fallecido víctima de la peste en junio de 1628 y se vio sin trabajo al ser despedido por la condesa viuda.
Sin embargo sus buenas referencias como tutor le aseguraron seguir en el mismo oficio y tomó como pupilo a Gervase Clifton, hijo del honorable baronet del mismo nombre. Para ello tuvo que desplazarse a París, pero de nuevo fue contratado por la familia Cavendish en 1631 como tutor de William Cavendish, hijo mayor de su alumno anterior. Y fue entonces, durante los siguientes siete años, cuando despertó definitivamente su interés por la filosofía. Visitó Florencia en 1636 y luego participó en las disputas de los descreídos pirrónicos libertinos en París, mantenido por el matemático y filósofo Marin Mersenne. Este le abrió las puertas de los salones parisinos y le animó a publicar sus descubrimientos en psicología y física. Hobbes describe en una autobiografía hasta qué punto ardía en él la vocación filosófica, su estado de meditación incesante, "en barca, en coche, a caballo"; es en este momento de su vida cuando concibe que el principio de su física será el conatus o movimiento, la única realidad que genera cosas naturales. Porque le pareció que este principio era capaz de fundar incluso ciencias humanas como la psicología, la moral y la política .

### En París

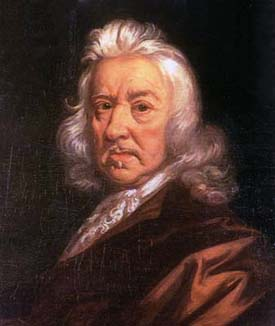
Thomas Hobbes.

El primer interés de Hobbes fue estudiar la física del movimiento, pese a lo cual desdeñó el trabajo experimental. Empezó entonces a concebir un sistema filosófico mecanicista y materialista al cual dedicaría toda su vida. Primero elaboró separadamente una doctrina ordenada sobre los cuerpos, que mostraba cómo los fenómenos físicos eran universalmente explicables en términos de movimiento. Luego extrajo al hombre del reino de la naturaleza y, en otro tratado distinto, mostró qué movimientos corporales específicos estaban involucrados en la producción de los fenómenos particulares de la sensación, conocimiento, afectos y pasiones mediante los cuales el hombre, movido principalmente por el temor y el deseo, entra en relación con otros hombres iguales en una guerra de todos contra todos. Finalmente, consideró cómo los hombres se sintieron movidos a entrar desde ese hostil estado natural en una sociedad artificial, otorgando el monopolio de la violencia a una autoridad superior, y argumentó cómo esto debía ser regulado con un contrato social si los hombres no querían volver a caer en «brutalidad y miseria». Por lo tanto, propuso unir los fenómenos separados del Cuerpo, el Hombre y el Estado.
Hobbes volvió a Inglaterra en 1637, cuando el país estaba revuelto por el desacuerdo entre parlamentarios y rey. Sin embargo, hacia 1642 ya  había escrito un breve tratado llamado Elementos de ley natural y política que no fue publicado y solo circuló manuscrito entre sus conocidos. Con todo, una versión pirateada se publicó diez años más tarde. Aunque parece que gran parte de los Elementos de ley natural y política fue compuesta antes de la sesión del Parlamento Corto, hay partes polémicas de este trabajo que claramente muestran su posición en la creciente crisis política. Pese a todo, la gran mayoría de los elementos del pensamiento político de Hobbes apenas se modificaron entre sus Elementos de ley natural y política y su Leviathan, lo que demuestra que los eventos de la guerra civil inglesa tuvieron poco efecto en su doctrina contractual. 
Sin embargo, los argumentos de Leviathan fueron modificados al tratar sobre la necesidad de consentimiento para crear obligaciones políticas. A saber, Hobbes escribió en The Elements of Law que los reinos patrimoniales no estaban necesariamente formados por el consentimiento de los gobernados, mientras que en Leviathan argumentaba que sí lo estaban. Esto quizá reflejaba la opinión de Hobbes sobre la controversia del acuerdo o su reacción a los tratados publicados por sir Robert Filmer y otros entre 1640 y 1651.
Cuando en noviembre de 1640 el Parlamento Largo sucedió al Corto, Hobbes sintió que estaba en peligro por la circulación de su tratado y huyó a París, sin regresar en once años. En París, se reincorporó al cenáculo de Mersenne y escribió una crítica a las Meditaciones de René Descartes que se imprimió como la tercera entre las Objeciones adjuntas, obteniendo Respuesta de Descartes en 1641. Un conjunto diferente de observaciones sobre otros trabajos de Descartes se difundieron solo tras concluir su correspondencia mutua.
Hobbes también amplió sus propios trabajos con una tercera sección, De cive, que se terminó en noviembre de 1641. Aunque inicialmente solo circuló en forma privada, fue bien recibida e incluyó argumentos repetidos una década más tarde en su Leviathan. Luego volvió a revisar las dos primeras secciones de su trabajo y apenas publicó salvo un breve tratado de óptica (Tractatus opticus) incluido en la colección de tratados científicos publicados por Mersenne como Cogitata physico-mathematica en 1644. Se había ganado una buena reputación en los círculos filosóficos y en 1645 fue elegido junto a Descartes, Gilles de Roberval y otros para arbitrar la controversia entre John Pell y Longomontanus sobre el problema de la cuadratura del círculo.

### Guerra civil inglesa

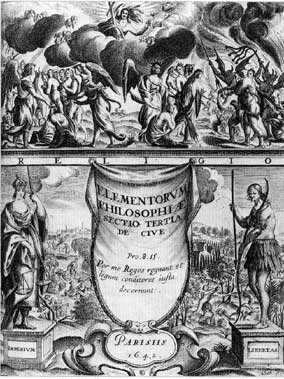
De Cive.

Estallada al fin la guerra civil inglesa en 1642, y en vías de derrota la causa realista a mediados de 1644, los partidarios del rey Carlos empezaron a exiliarse a Europa. Muchos fueron a París y Hobbes pudo así tratarlos. Esto revitalizó las esperanzas políticas de Hobbes y su De Cive se volvió a publicar distribuido en una esfera más amplia. La imprenta elzeviriana de Ámsterdam de Samuel de Sorvière publicó en 1646 este trabajo con un nuevo "Prefacio" y algunas notas nuevas para responder a las objeciones.
En 1647, Hobbes tomó el puesto de instructor matemático del joven Carlos, Príncipe de Gales, que había llegado desde Jersey en julio. En este puesto estuvo hasta que en 1648 Carlos fue a Holanda.
Rodeado de realistas exiliados Hobbes compuso su Leviathan, donde exponía su teoría del gobierno civil en relación con la crisis política obra de la guerra. Hobbes comparó al Estado con el monstruo bíblico Leviatán, compuesto de hombres y creado bajo la presión de las necesidades humanas, pero disuelto por la guerra civil suscitada por las pasiones humanas. El trabajo se cerró con una «Revisión y conclusión» general, en respuesta a la guerra, que respondió a la pregunta: ¿Tiene un sujeto el derecho de cambiar de lealtad cuando el poder de un antiguo soberano para protegerlo se pierde irrevocablemente?
Durante los años de la composición de Leviathan, Hobbes permaneció en París o en sus cercanías. En 1647, sin embargo, una enfermedad grave casi acaba con él y lo tuvo incapacitado durante medio año. Al recuperarse reanudó sus trabajos y completó la obra hacia 1650. Mientras tanto se estaba traducciendo el de De Cive; los eruditos no se ponen de acuerdo en si fue el propio Hobbes el que lo tradujo.
En 1650, se publicó una edición pirateada de The Elements of Law natural and Politic. Se dividió en dos volúmenes pequeños. En 1651, la traducción del latín al inglés del De Cive se publicó bajo el título Philosophicall Rudiments concerniente al gobierno y la sociedad. Mientras tanto, se produjo la impresión de la obra mayor, y finalmente apareció a mediados de 1651, titulada Leviatán, o la Materia, Forma y Poder de una riqueza común, eclesiástica y civil. Tenía el famoso grabado de la página del título que representaba a un gigante coronado por encima de la cintura que se elevaba por encima de colinas que dominaban un paisaje, sosteniendo una espada y un báculo y formado por diminutas figuras humanas.
El trabajo tuvo un impacto inmediato. Pronto, Hobbes fue más elogiado y censurado que cualquier otro pensador de su tiempo. El primer efecto de su publicación fue romper su vínculo con los realistas exiliados, que bien podrían haberlo matado. El espíritu secularista de su libro enfureció enormemente tanto a los anglicanos como a los católicos franceses. Hobbes apeló al gobierno inglés revolucionario para su protección y huyó a Londres en el invierno de 1651. Después de su sumisión al Consejo de Estado, se le permitió sumergirse en la vida privada en Fetter Lane.

### Madurez en Inglaterra
En 1658, Hobbes publicó la sección final de su sistema filosófico, completando el esquema que había planeado más de 20 años antes. De Homine consistió en su mayor parte en una elaborada teoría de la visión. El resto del tratado se ocupó de forma somera de algunos de los temas más tratados en Human Nature y Leviathan. Además de publicar algunos textos polémicos en matemáticas y física, Hobbes también continuó produciendo trabajos filosóficos. Desde el momento de la Restauración, adquirió una nueva prominencia. El «hobbismo» se convirtió en sinónimo de todo lo que una sociedad respetable debería denunciar. El joven rey, el antiguo alumno de Hobbes, ahora Carlos II, recordó a Hobbes y lo llamó a la corte para concederle una considerable pensión de 100 libras esterlinas.
El rey fue importante para proteger a Hobbes cuando, en 1666, la Cámara de los Comunes presentó un proyecto de ley contra el ateísmo y la profanación. Ese mismo año, el 17 de octubre de 1666, se ordenó que el comité al que se remitió el proyecto de ley «debería estar facultado para recibir información tocante a libros como el ateísmo, la blasfemia y la profanación [...] en particular [...] el libro de El Sr. Hobbes llamado Leviatán». Hobbes estaba aterrorizado ante la perspectiva de ser etiquetado como un hereje, y procedió a quemar algunos de sus documentos comprometedores. Al mismo tiempo, examinó el estado real de la ley de la herejía. Los resultados de su investigación se anunciaron por primera vez en tres Diálogos cortos agregados como Apéndice a su traducción latina de Leviathan, publicada en Ámsterdam en 1668. En este apéndice, Hobbes pretendía mostrar que, dado que el Tribunal Superior de la Comisión había sido sofocado, no había ningún tribunal de herejía en absoluto al que fuera susceptible de recurrir, y que nada podía ser una herejía, excepto oponerse al Credo de Nicea, lo cual, sostuvo, el Leviatán no hacía.
La única consecuencia del proyecto de ley fue que Hobbes nunca más podría publicar nada en Inglaterra sobre temas relacionados con la conducta humana. La edición de 1668 de sus obras fue impresa en Ámsterdam porque no pudo obtener la licencia del censor para su publicación en Inglaterra. Otros escritos no se hicieron públicos hasta después de su muerte, incluyendo Behemoth: la Historia de las Causas de las Guerras Civiles de Inglaterra y de los Consejos y Artificios por los cuales se llevaron a cabo desde el año 1640 hasta el año 1662.
Por algún tiempo, Hobbes ni siquiera pudo responder, independientemente de lo que intentaran sus enemigos. A pesar de esto, su reputación en el extranjero era formidable, y los extranjeros nobles o cultos que llegaron a Inglaterra nunca olvidaron presentar sus respetos al viejo filósofo.
Sus trabajos finales fueron una autobiografía en verso latino en 1672, y una traducción de cuatro libros de la Odisea en rimas inglesas, que condujeron a una traducción completa de la Ilíada en 1673 y la Odisea en 1675.

### Muerte

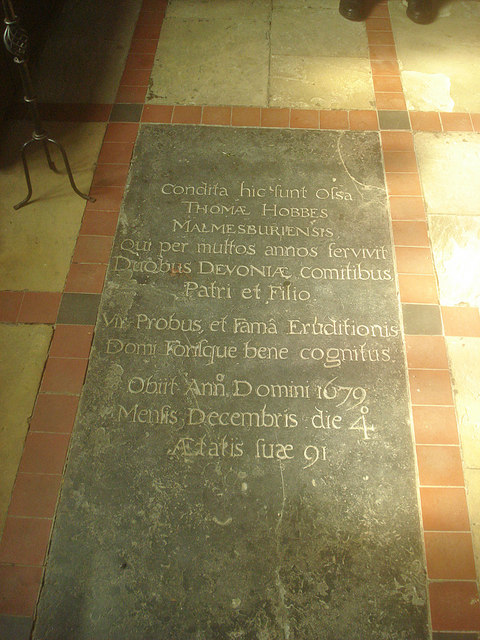
Tumba de Thomas Hobbes en la iglesia de San Juan Bautista, Ault Hucknall en Derbyshire

En octubre de 1679, Hobbes sufrió un trastorno de la vejiga y luego un ataque de parálisis, de la que murió el 4 de diciembre de 1679, a los 91 años. Se dice que sus últimas palabras fueron: «Un gran salto en la oscuridad», pronunciado en sus momentos finales de consciencia. Su cuerpo fue enterrado en la iglesia de San Juan Bautista de Ault Hucknall (Derbyshire).

## Situación filosófico-social de su época
- En los albores del Renacimiento, el filósofo italiano Nicolás Maquiavelo expuso en su principal obra, El príncipe (1513), la teoría de que el gobernante no debe regir sus actos por normas morales o procedentes del derecho natural, sino que debe reconocer como única guía el bien del Estado.
- Por su parte, Jean Bodin propugnó que el Estado debía asumir la soberanía absoluta (summa potestas) sobre el pueblo.
- Contra el concepto de razón de Estado argüido por los anteriores fueron formuladas las teorías contractualísticas de Althusius, según las cuales la soberanía descansa en el pueblo, y el iusnaturalismo de Hugo Grocio, que definió la injusticia como aquello que parece contrario a la comunidad de los seres sensitivos.
- Samuel von Pufendorf, quien aplicó al derecho el método deductivo de las ciencias matemáticas, adquirió valor el concepto de respeto recíproco.
- En su tratado más famoso, Leviatán (1651), Hobbes señaló formalmente el paso de la doctrina del derecho natural a la teoría del derecho como contrato social. Según este filósofo inglés, en la condición de estado de naturaleza todos los hombres son libres y, sin embargo, viven en el perpetuo peligro de que acontezca una guerra de todos contra todos (Bellum omnium contra omnes). Desde el momento en que la sumisión por pacto de un pueblo al dominio de un soberano abre una posibilidad de paz, no la verdad, sino el principio de autoridad[17] (en tanto sea garante de la paz) constituye el fundamento del derecho.

## Pensamiento filosófico
Thomas Hobbes ha sido considerado a lo largo de la historia del pensamiento como una persona oscura. De hecho, en 1666, en Inglaterra se quemaron sus libros luego de haber sido tachado de ateo. Posteriormente, tras su muerte, se vuelven a quemar públicamente sus obras. En vida, Hobbes tuvo dos grandes enemigos con los que mantuvo fuertes tensiones: la Iglesia de Inglaterra y la Universidad de Oxford. La obra de Hobbes, no obstante, es considerada como una de las fundamentales en la ruptura con la línea de la Edad Media y el inicio de la Modernidad. Sus descripciones de la realidad de la época son brutales. Más tarde diría respecto a su nacimiento: «El miedo y yo nacimos gemelos». La frase alude a que su madre dio a luz de forma prematura por el terror que infundía la Armada Invencible española, que se acercaba a las costas británicas.

### Pensamiento mecanicista
Aunque sobre todo conocido por su filosofía política, Thomas Hobbes escribió acerca de una gran cantidad de campos como historia, geometría, teología, ética, filosofía general y ciencia política.
Muchas de sus opiniones son controvertidas, como su defensa del fisicalismo o materialismo mecanicista, teoría según la cual la naturaleza de todo lo que existe en el mundo es exclusivamente física y que no deja espacio la existencia de otras entidades naturales, como la mente, el alma, ni sobrenaturales. Según Hobbes, todos los animales, inclusive los humanos, no son más que máquinas de carne y hueso.
A mediados del siglo XVII, época en la que Hobbes escribía, esta teoría metafísica gozaba de una mayor aceptación. El conocimiento de las ciencias físicas aumentaban a gran velocidad y aportaban explicaciones cada vez más claras sobre fenómenos que antes eran confusos o mal interpretados.
Hobbes estuvo siempre en contacto con la Real Sociedad de Londres, ente científico fundado en 1660 y había conocido a pensadores franceses como Marin Mersenne, Pierre Gassendi, Descartes y al astrónomo italiano Galileo Galilei, a quien se considera como padre de la ciencia moderna, y estaba muy vinculado a Francis Bacon cuyo pensamiento había contribuido a revolucionar la práctica científica. En el campo de las ciencias y de las matemáticas, Hobbes vio la contrapartida perfecta para la filosofía escolástica medieval que había tratado de reconciliar las aparentes contradicciones entre la ciencia y la fe. Al igual que muchos pensadores de la época, creía que la ciencia no tenía límites y que gracias a ella cualquier fenómeno de la naturaleza del mundo podía recibir una explicación formulada científicamente.

#### El hombre es una máquina

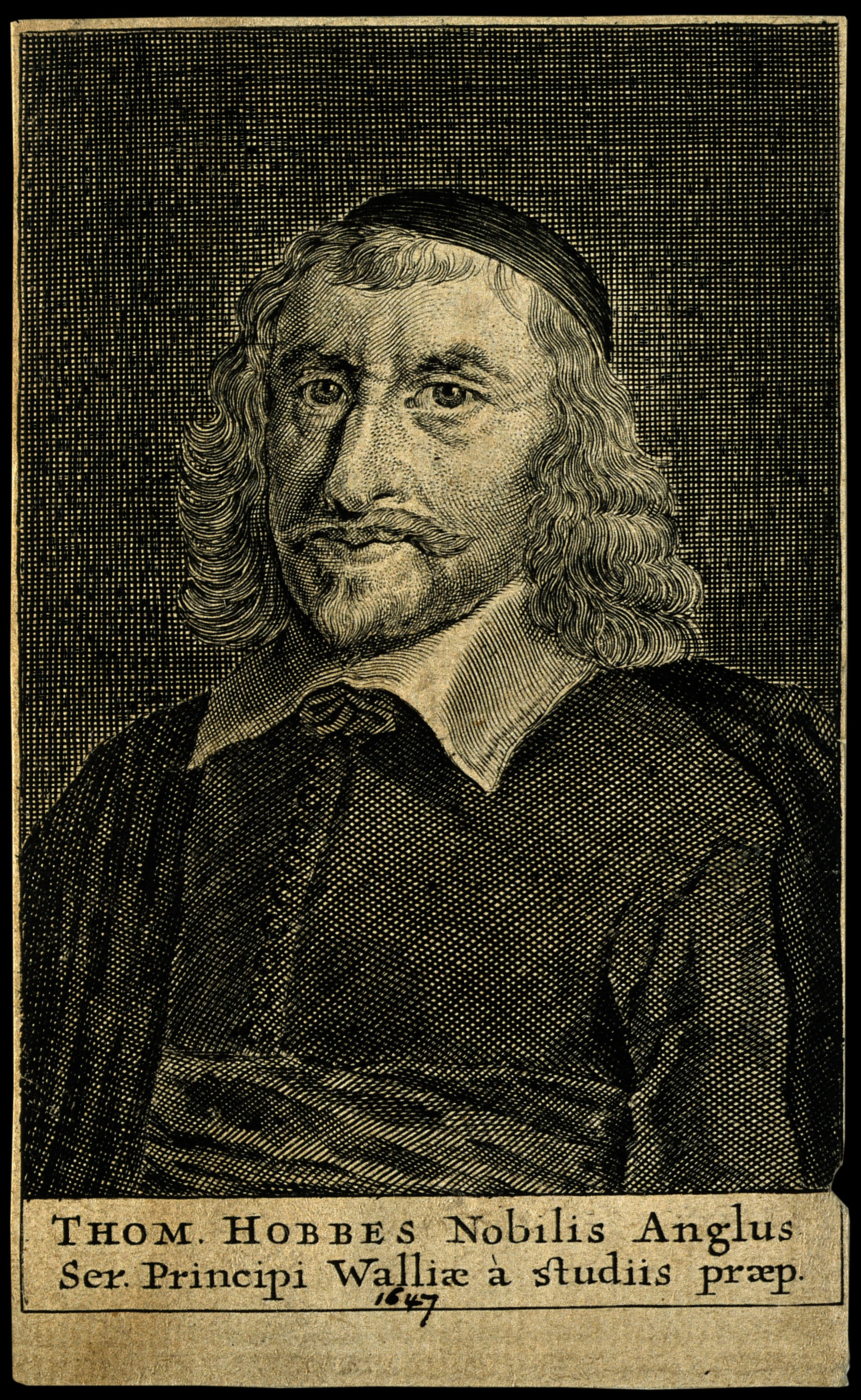
"¿Qué es en realidad el corazón sino un resorte; y qué los nervios sino diversas fibras; y qué las articulaciones si no ruedas que dan movimiento a todo el cuerpo?"

En Leviatán, Hobbes afirma que el universo, es decir, toda la masa de las cosas, es corpóreo (posee cuerpo material). Defiende la idea de que cada uno de los cuerpos posee longitud, dureza y profundidad, y que lo que no tiene cuerpo, no forma parte del universo. 
Aunque Hobbes afirma que la naturaleza de todo es puramente física, no dice que el hombre pueda percibir todo lo físico. Declara que algunos cuerpos y objetos, a los que llaman espíritus, son imperceptibles aunque ocupen espacio y tengan dimensiones físicas. Algunos de ellos son espíritus animales y son responsables de la mayoría de la actividad animal, especialmente de la humana. Estos espíritus animales se mueven alrededor del cuerpo y transmiten información.
Hobbes defendió el concepto de que los seres humanos son puramente físicos y que, por consiguiente, está regido por las leyes del universo. En estos dos conceptos, su pensamiento es parecido al de Spinoza. Sin embargo, se diferencia en gran medida de este al afirmar que el ser humano es más que una máquina biológica. Hobbes interpretó la naturaleza mental presentando una visión general y bastante esquemática de lo que pensaba que la ciencia acabaría revelando. Incluso así, tan solo consigue cubrir ciertas actividades mentales como el apetito, la visión y la motricidad voluntaria, todos ellos fenómenos que se pueden explicar desde un punto vista mecanicista. Según Hobbes, la persona se mueve continuamente para alcanzar sus deseos. Este movimiento se clasifica en dos tipos: de acercamiento, cuando la persona se acerca a las cosas que desea; y de alejamiento, cuando esta se aleja de las cosas que ponen en peligro su vida. Así, dice que la sociedad está siempre en movimiento.

Porque aparte de las sensaciones y de los pensamientos, la mente del hombre no conoce otro movimiento, si bien con ayuda del lenguaje y del método, las mismas facultades pueden ser elevadas a tal altura que distingan al hombre de todas las demás criaturas vivas.
Leviatán, Capítulo III: De la consecuencia o serie de imaginaciones 

En la introducción al Leviatán, usando como punto de partida el mandato délfico «¡Conócete a ti mismo!», Hobbes presenta una lectura peculiar a partir de entonces. Aborda explícitamente en el capítulo De Corpore, donde Hobbes afirma que podemos conocer la mente humana no solo por métodos sintéticos, pero también "por la experiencia de cualquier hombre que solo examinará su propia mente", es decir, mediante la introspección podemos conocer el comportamiento del ser humano.

#### Compatibilismo
Hobbes también fue el inventor moderno del compatibilismo, la idea de que las causas necesarias y las acciones voluntarias son compatibles. Hobbes pensó ya que cada acto de la voluntad y cada deseo vienen de una causa, siguiendo una cadena causal hasta Dios. Pero una persona actúa libremente si no encuentra un obstáculo en hacer lo que tiene en la voluntad de hacerlo. Es decir, somos libres si somos capaces de hacer lo que deseamos sin impedimento.

Qué es libertad. LIBERTAD significa, propiamente hablando, la ausencia de oposición (por oposición significo impedimentos externos al movimiento); puede aplicarse tanto a las criaturas irracionales e inanimadas como a las racionales. [...] De acuerdo con esta genuina y común significación de la palabra, es un HOMBRE LIBRE quien en aquellas cosas de que es capaz por su fuerza y por su ingenio, no está obstaculizado para hacer lo que desea.
Leviatán, Capítulo XXI: De la "libertad" de los súbditos

### Filosofía de la religión
Hobbes intenta aplicar a Dios y a otras entidades religiosas, como los ángeles, el concepto de espíritu animal. Sin embargo, defiende que únicamente Dios, en ningún otro espíritu físico, se pueda determinar como incorpóreo. Según Hobbes, la naturaleza divina de los atributos de Dios no es algo que el intelecto humano pueda llegar a comprender íntegramente, por lo que el término 'incorpóreo' es el único capaz de reconocer y honrar la sustancia incognoscible de Dios.
Muchas personas han llamado a Hobbes ateo, tanto durante su vida como más recientemente. Sin embargo, la palabra "ateo" no significaba lo mismo en el siglo XVII. De todas formas, deja claro que cree que la existencia y la naturaleza de todas las entidades religiosas son una cuestión de fe, no de ciencia, y que Dios, en concreto, seguirá estando siempre en más allá de nuestra comprensión. Todo lo que el ser humano puede saber de Dios es que existe y que es la causa primera y operador del universo.

### Pensamiento político
La época de Hobbes se caracteriza por una gran división política que confrontaba dos bandos bien definidos:
- Monárquicos, que defendían la monarquía absoluta aduciendo que la legitimidad de esta venía directamente de Dios.
- Parlamentarios, que afirmaban que la soberanía debía estar compartida entre el rey y el pueblo.

Hobbes se mantenía en una postura neutra entre ambos bandos, ya que, si bien afirmaba la soberanía del rey, afirmaba también que el poder de este no provenía de Dios, aunque se declina más por la monarquía.

#### Leviatán

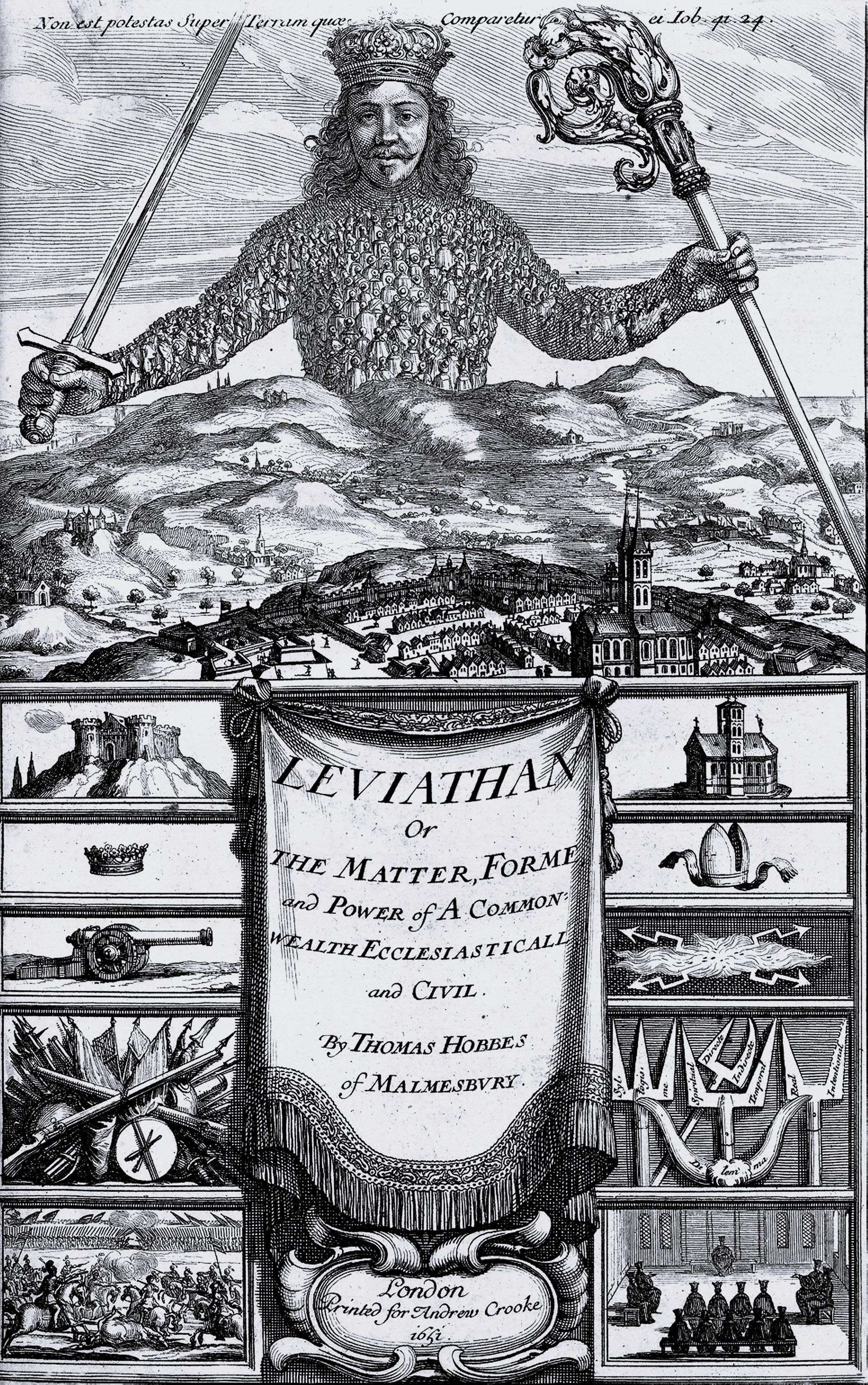
Portada de la edición de 1651 de Leviathan.

Junto con los Dos tratados sobre el gobierno civil, de John Locke, y El contrato social, de Rousseau, el Leviatán es una de las primeras obras de entidad que abordan  la naturaleza humana, el origen de la sociedad  y cómo se organiza la sociedad.
En Leviathan, Hobbes expuso su doctrina de la fundación de estados y gobiernos legítimos y creó una ciencia objetiva de la moralidad. Esto dio lugar a la teoría del contrato social. Leviathan fue escrito durante la guerra civil inglesa; gran parte del libro se ocupa de demostrar la necesidad de una autoridad central fuerte para evitar el mal de la discordia y la guerra civil.
Partiendo de la definición de hombre y de sus características explica la aparición del derecho y de los distintos tipos de gobierno que son necesarios para la convivencia en sociedad. El origen del Estado es el pacto que realizan las personas entre sí, mediante el cual se subordinan desde ese momento a un gobernante, quien a su vez procura el bien de todos los súbditos y de sí mismo. De ese modo se conforma la organización social.
A partir de una comprensión mecanicista de los seres humanos y sus pasiones, Hobbes postula cómo sería la vida sin el gobierno, una condición que él llama el estado de naturaleza. En ese estado, cada persona tendría derecho, o licencia, a todo en el mundo. Esto, argumenta Hobbes, conduciría a una «guerra de todos contra todos» (bellum omnium contra omnes). La descripción contiene lo que se ha llamado uno de los pasajes más conocidos de la filosofía inglesa, que describe el estado natural en que estaría la humanidad, si no fuera por la comunidad política:

En tal condición, no hay lugar para la industria; porque su fruto es incierto; y, en consecuencia, no hay cultura en la tierra; no hay navegación, ni uso de las mercancías que pueden importarse por mar; ningún edificio cómodo; no hay instrumentos para mover y quitar cosas que requieren mucha fuerza; ningún conocimiento de la faz de la tierra; sin cuenta de tiempo; sin artes; sin letras; ninguna sociedad; y que es lo peor de todo, miedo continuo y peligro de muerte violenta; y la vida del hombre, solitaria, pobre, desagradable, brutal y breve.
Leviatán, Capítulo XIII: De la condición natural de la humanidad en lo que respecta a su felicidad y miseria

En tal estado, las personas temen a la muerte y carecen tanto de las cosas necesarias para una vida cómoda como de la esperanza de poder trabajar para obtenerlas. Entonces, para evitarlo, las personas acceden a un contrato social y establecen una sociedad civil. Habla del derecho de naturaleza, al que se refiere como la libertad de utilizar el poder que cada uno tiene para garantizar la autoconservación. Cuando una persona se da cuenta de que no puede seguir viviendo en un estado de guerra civil continua, surge la ley de naturaleza, que limita al hombre a no realizar ningún acto que atente contra su vida o la de otros. De esto se deriva la segunda ley de naturaleza, en la cual cada hombre renuncia o transfiere su derecho, mediante un pacto o convenio, a un poder absoluto que le garantice un estado de paz.
Según Hobbes, la sociedad es una población debajo de una autoridad soberana, a quien todos los individuos en esa sociedad ceden algunos derechos en aras de la protección. Cualquier poder ejercido por esta autoridad no puede ser resistido, porque el poder soberano del protector se deriva de que los individuos entreguen su propio poder soberano para su protección. Los individuos son por lo tanto los autores de todas las decisiones tomadas por el soberano. «El que se queja del daño de su soberano se queja de que él mismo es el autor, y por lo tanto no debe acusar a nadie más que a sí mismo, ni a sí mismo de la injuria porque hacer daño a uno mismo es imposible». No hay doctrina de la separación de poderes en la discusión de Hobbes. Según Hobbes, el soberano debe controlar los poderes civiles, militares, judiciales y eclesiásticos, incluso las palabras.

### Ideas con respecto al crimen
A pesar de que generalmente no se lo cataloga como tal, Hobbes puede ser reconocido como uno de los antecesores de la Escuela Clásica de la criminología, puesto que el mismo ya reconoce en Leviatán los principios de legalidad, jurisdiccional y de proporcionalidad de la pena.
En tanto que también reconoce la existencia de un cálculo de costos y beneficios de los actores, ya que si la pena es inferior a los beneficios del crimen, deja de ser castigo y pasa a ser el precio de la ilegalidad, así sostiene que «si el daño infligido es menor que el beneficio de la satisfacción que naturalmente sigue al delito cometido, este daño no queda comprendido en tal definición, y es más bien el precio o redención y no la pena señalada a un delito. En efecto, es consustancial a la pena tener como fin la disposición de los hombres a obedecer la ley, fin que (si es menor que el beneficio de la transgresión) no se alcanza; antes bien, se aleja uno en sentido contrario».
Algunos autores ligan también a Hobbes a los teorías económicas de la criminología además de a la Escuela Clásica pues sostienen que la disuasión del castigo depende de que el mismo sea efectivo y no haya impunidad, en palabras de Hobbes: «La ambición y la codicia son, también, pasiones absorbentes y opresoras, y, en cambio, la razón no siempre actúa para resistirlas; por tanto, en cuanto la esperanza de impunidad aparece, se manifiestan sus efectos».

### Puntos de vista religiosos
Las opiniones religiosas de Hobbes siguen siendo controvertidas, ya que se le han atribuido muchas posiciones y van desde el ateísmo hasta el cristianismo ortodoxo. En los Elementos de la ley, Hobbes proporcionó un argumento cosmológico para la existencia de Dios, diciendo que Dios es "la primera causa de todas las causas".
Hobbes fue acusado de ateísmo por varios contemporáneos; Bramhall lo acusó de enseñanzas que podrían conducir al ateísmo. Esta fue una acusación importante, y el propio Hobbes escribió, en su respuesta a The Catching of Leviathan de Bramhall, que "el ateísmo, la impiedad y similares son palabras de la mayor difamación posible". Hobbes siempre se defendió de tales acusaciones. También en tiempos más recientes, eruditos como Richard Tuck y J. G. A. Pocock han hablado mucho de sus puntos de vista religiosos, pero todavía existe un desacuerdo generalizado sobre el significado exacto de los puntos de vista inusuales de Hobbes sobre la religión.
Como ha señalado Martinich, en la época de Hobbes el término "ateo" se aplicaba a menudo a las personas que creían en Dios pero no en la divina providencia, o a las personas que creían en Dios pero también mantenían otras creencias que se consideraban incompatibles con tal creencia o juzgado incompatible con el cristianismo ortodoxo. Él dice que este "tipo de discrepancia ha llevado a muchos errores al determinar quién era ateo en el período moderno temprano". En este sentido moderno temprano extendido del ateísmo, Hobbes tomó posiciones que estaban en total desacuerdo con las enseñanzas de la iglesia de su tiempo. Por ejemplo, argumentó repetidamente que no hay sustancias incorpóreas y que todas las cosas, incluidos los pensamientos humanos, e incluso Dios, el cielo y el infierno son corpóreas, materia en movimiento. Argumentó que "aunque las Escrituras reconocen espíritus, sin embargo, en ninguna parte dice que son incorpóreos, lo que significa que no tienen dimensiones ni cantidad". (En este punto de vista, Hobbes afirmó estar siguiendo a Tertuliano). Al igual que John Locke, también afirmó que la verdadera revelación nunca puede estar en desacuerdo con la razón y la experiencia humanas, aunque también argumentó que las personas deberían aceptar la revelación y sus interpretaciones por la razón de que deberían aceptar las órdenes de su soberano, para evitar la guerra.
Mientras estaba en Venecia, Hobbes conoció a Fulgenzio Micanzio, un colaborador cercano de Paolo Sarpi, quien había escrito contra las pretensiones del papado al poder temporal en respuesta al Interdicto del Papa Pablo V contra Venecia, que se negaba a reconocer prerrogativas papales. Jacobo I  había invitado a ambos hombres a Inglaterra en 1612. Micanzio y Sarpi habían argumentado que Dios quería la naturaleza humana y que la naturaleza humana indicaba la autonomía del estado en los asuntos temporales. Cuando regresó a Inglaterra en 1615, William Cavendish mantuvo correspondencia con Micanzio y Sarpi, y Hobbes tradujo las cartas de este último del italiano, que circularon entre el círculo del duque.

## Obras
- 1602. Traducción al latín de la Medea de Eurípides (perdida).
- 1620. Tres discursos en Horae Subsecivae: Observation and discourses (A Discourse of Tacitus, A Discourse of Rome, y A Discourse of Laws).[18]
- 1626. De Mirabilis Pecci, Being the Wonders of the Peak in Darby-shire, (poema primero publicado en 1636)
- 1629. Eight Books of the Peloponnesian Warre, traducido con una introducción de Tucídides: Historia de la Guerra del Peloponeso
- 1630. A Short Tract on First Principles, British Museum, Harleian MS 6796, ff. 297-308: ed. crítica con comentarios y traducción al francés por Jean Bernhardt: Court traité des premiers principes, París, PUF, 1988 (autoría dudosa) Algunos críticos atribuyen esta obra a Robert Payne).[42]
- 1637. A Briefe of the Art of Rhetorique (en la edición de Molesworth el título es The Whole Art of Rhetoric)[nota 1]
- 1639.[nota 2] Tractatus opticus II, (British Library, Harley MS 6796, ff. 193-266; 1.ª edición completa 1963)
- 1640. Elements of Law, Natural and Politic (circuló solo en copias manucritas, y la 1.ª edición impresa, sin el permiso de Hobbes en 1650)
- 1641. Objectiones ad Cartesii Meditationes de Prima Philosophia (3.ª serie de Objections)
- 1642. De Cive (latín, 1.ª edición limitada)
- 1643. De Motu, Loco et Tempore (1.ª edición de 1973 con el título: Thomas White's De Mundo Examined)[43]
- 1644. Parte del Praefatio to Mersenni Ballistica (en F. Marini Mersenni minimi Cogitata physico-mathematica. In quibus tam naturae quàm artis effectus admirandi certissimis demonstrationibus explicantur)
- 1644. Opticae, liber septimus (escrito en 1640) en Universae geometriae mixtaeque mathematicae synopsis, editó Marin Mersenne (reimpreso por Molesworth en OL V pp. 215-248 con el título Tractatus Opticus)
- 1646. A Minute or First Draught of the Optiques (Harley MS 3360; Molesworth publicó solo la dedicación a Cavendish y la conclusión en EW VII, pp. 467-471)
- 1646. Of Liberty and Necessity (se publicó sin el permiso de Hobbes en 1654)
- 1647. Elementorum Philosophiae Sectio Tertia De Cive (2.ª edición expandida con un nuevo Prefacio al Lector)
  - Tratado sobre el Ciudadano [Elementos de filosofía, sección III]. Edición de Joaquín Rodríguez Feo. Madrid, Universidad Nacional de Educación a Distancia (UNED), 2008. ISBN: 9788436255744
- 1650. Answer to Sir William Davenant's Preface before Gondibert
- 1650. Human Nature: or The fundamental Elements of Policie (primeros trece capítulos de The Elements of Law, Natural and Politic, publicado sin la autorización de Hobbes)
- 1650. Pirated Edition of The Elements of Law, Natural and Politic, cambiada para incluir dos partes:
  - Human Nature, or the Fundamental Elements of Policie.[nota 3]
  - De Corpore Politico.[nota 4]
- 1651. Philosophical Rudiments concerning Government and Society (tradujo al inglés De Cive).[nota 5]
- 1651. Leviathan, or the Matter, Forme, and Power of a Commonwealth, Ecclesiasticall and Civil. Ediciones españolas:
  - Leviatán (traducción de Manuel Sánchez Sarto, 1940), México: FCE, reimpresa en 1984 Barcelona: Sarpe, 1984 2 vols.
  - Leviatán (traducción de Antonio Escohotado, 1979) Madrid: Editora Nacional.
  - Leviatán (traducción de Antonio Escohotado, 2003). Buenos Aires: Losada. ISBN: 9789500392532.
  - Leviatán o la materia, forma y poder de un estado eclesiástico y civil (traducción de Carlos Mellizo, 2009). Madrid: Alianza Editorial. ISBN: 9788420682808.
- 1654. Of Libertie and Necessitie, a Treatise.
- 1655. De Corpore (latín).
- 1656. Elements of Philosophy, The First Section, Concerning Body (traducción anónima inglesa de De Corpore).
- 1656. Six Lessons to the Professor of Mathematics
- 1656. The Questions concerning Liberty, Necessity and Chance (reimpreso de Of Libertie and Necessitie, a Treatise, con la adición de la réplica de Bramhall y respuesta de Hobbes a Bramahall)
- 1657. Stigmai, or Marks of the Absurd Geometry, Rural Language, Scottish Church Politics, and Barbarisms of John Wallis.
- 1658. Elementorum Philosophiae Sectio Secunda De Homine.
  - Tratado sobre el Hombre [Elementos de filosofía, sección II]. Edición de Joaquín Rodríguez Feo. Madrid, Universidad Nacional de Educación a Distancia (UNED), 2008. ISBN: 9788436255133
- 1660. Examinatio et emendatio mathematicae hodiernae qualis explicatur in libris Johannis Wallisii.
- 1661. Dialogus physicus, sive De natura aeris.
- 1662. Problematica Physica (traducido al inglés en 1682 como Seven Philosophical Problems).
- 1662. Seven Philosophical Problems, and Two Propositions of Geometru (publicado póstumamente).
- 1662. Mr. Hobbes Considered in his Loyalty, Religion, Reputation, and Manners. Por medio de Letter to Dr. Wallis (autobiografía en inglés).
- 1666. De Principis & Ratiocinatione Geometrarum.
- 1666. A Dialogue between a Philosopher and a Student of the Common Laws of England (publicado en 1681).
- 1668. Leviathan (traducción al latín)
- 1668. An Answer to a Book published by Dr. Bramhall (se publicó en 1682)
- 1671. Three Papers Presented to the Royal Society Against Dr. Wallis. Junto con Considerations sobre Dr. Wallis his Answer to them.
- 1671. Rosetum Geometricum, sive Propositiones Aliquot Frustra antehac tentatae. Cum Censura brevi Doctrinae Wallisianae de Motu.
- 1672. Lux Mathematica. Excussa Collisionibus Johannis Wallisii.
- 1673. Traducciones al inglés de Homero: La Ilíada y Odisea.
- 1674. Principia et Problemata Aliquot Geometrica Antè Desperata, Nunc breviter Explicata & Demonstrata.
- 1678. Decameron Physiologicum: Or, Ten Dialogues of Natural Philosophy.
- 1679. Thomae Hobbessii Malmesburiensis Vita. Authore seipso (autobiografía en latín, tranducida al inglés en 1680).

Obra póstuma
- 1680. An Historical Narration concerning Heresie, And the Punishment thereof (en español: Una Narración Histórica sobre la Herejía, y el Castigo consecuente).
- 1681. Behemoth, or The Long Parliament. [nota 6] Edición española: Behemoth (traducción de Rodilla, M. A.). Madrid: Tecnos.
- 1682. Seven Philosophical Problems (traducción inglesa de Problematica Physica, 1662)
- 1682. A Garden of Geometrical Roses (traducción inglesa de Rosetum Geometricum, 1671)
- 1682. Some Principles and Problems in Geometry (traducción inglesa de Principia et Problemata, 1674)
- 1688. Historia Ecclesiastica Carmine Elegiaco Concinnata.